# Vasconcellea glandulosa
Vasconcellea glandulosa là một loài thực vật có hoa trong họ Caricaceae. Loài này được A. DC. miêu tả khoa học đầu tiên năm 1864.